# Мајка суза
Мајка суза (итал. La Terza madre, у буквалном преводу Трећа мајка, енгл. The Mother of Tears) је италијански хорор филм из 2007. режисера и сценаристе Дарија Арђента, наставак Инферна и Суспирије и последњи у трилогији Три мајке са Азијом Арђенто, Моран Атијас, Даријом Николоди и Удом Киром у главним улогама. 
Филм се сматра далеко слабијим од својих претходника. Први сценарио написала је супруга Дарија Арђента, Дарија Николоди још 1984. године, али је снимање на крају отказано. Николоди је и једини члан глумачке поставе који се враћа из претходна 2 филма, мада је у Инферну тумачила лик са истим именом, али не и презименом, није разјашњено да ли се ради о истом лику. У овом делу се спомиње и главна протагонисткиња из првог филма, Суспирије Сузи Банион, као и Мајка Суспириорум коју је Сузи убила на крају. Такође је напоменуто и да је Мајка Тенебрарум већ убијена.
Филм је посвећен најлепшој и средњој по старости од три мајке, Мајци Лахримарум, познатој и као Мајка суза.

## Радња
Када истражитељи предвођени свештеником Католичке цркве ископају ковчег из 19. века, у коме се налази магична туника, која припада Мајци Лахримарум, последњој преживелој из моћног трија црних вештица, она се враћа да по други пут завлада Римом, који уједно представља и њено седиште. Када поново завлада сузама и патњом, Мајка Лахримарум, окреће све људе против Саре Манди, ћерке беле вештице, која је пре неколико деценија знатно ослабила њену старију сестру Мајку Суспириорум.

## Улоге
| Глумац                  | Улога                       |
| ----------------------- | --------------------------- |
| Азија Арђенто           | Сара Манди                  |
| Кристијан Солимено      | детектив Ензо Марчи         |
| Валерија Кавали         | Марта                       |
| Дарија Николоди         | Елиза Манди                 |
| Удо Кир                 | отац Јоханес                |
| Моран Атијас            | Мајка Лахримарум Мајка суза |
| Адам Џејмс              | Мајкл Пирс                  |
| Каролина Каталди-Тасони | Жизел                       |
| Филип Лирој             | Гиљермо де Вит              |
| Силвија Рубино          | Елга                        |
| Клајв Рич               | човек у капуту              |
| Јун Ичикава             | Катерина                    |
| Лука Паскаторе          | Пол Пирс                    |
| Паоло Стела             | Јулијан                     |
| Роберт Медисон          | детектив Лизони             |